# Розкрадачка гробниць: Легенда Лари Крофт
Розкрадачка гробниць: Легенда Лари Крофт (англ. Tomb Raider: The Legend of Lara Croft) — американський анімаційний пригодницький телесеріал, заснований на серії відеоігор Tomb Raider від Crystal Dynamics. Лару Крофт озвучила Гейлі Етвел. Дія серіалу відбувається після подій гри Shadow of the Tomb Raider 2018 року. Шоуранеркою виступає Таша Хуо, за розробку відповідають Legendary Television і DJ2 Entertainment, а анімацію виконує Powerhouse Animation Studios в Остіні, Техас. Прем'єра серіалу на Netflix відбулася 10 жовтня 2024 року.

## Синопсис
Дія серії розгортається після трилогії перезапуску Tomb Raider, яка завершилася Shadow of the Tomb Raider, і вона заповнює прогалину в часовій шкалі, поєднуючи трилогію перезавантаження з оригінальною серією ігор. 

## Акторський склад озвучення

### Головні ролі
- Гейлі Етвел — Лара Крофт
  - Меґґі Лоу — молода Лара
- Аллен Мальдонадо[en] — Зіп
- Ерл Бейлон — Джона Маява
- Річард Армітедж — Чарльз Деверо
- Зої Бойл[en] — Камілла Рот
- Роксана Ортеґа — Еббі Ортіс
- Нолан Норт — Конрад Рот
- Стен Вокер — Лео
- Мара Джуно — Джослін Рейес

### Другорядні ролі
- Карен Фукухара — Сем Нішімура
- Мінг-На Вен — Єва Тонг
- Ксанте Хюйнь[en] — Дацзі
- Джонатан Румі[en] — Вінстон
- Рейчел Розенблум — Елван Кая
- Бен Прендерґаст — Річард Крофт

## Список епізодів
| № серії | Назва серії                                                      | Режисер(и)          | Сценарист(и)                 | Оригінальна дата виходу |
| ------- | ---------------------------------------------------------------- | ------------------- | ---------------------------- | ----------------------- |
| 1       | «Один крок» «A Single Step»                                      | Кессі Урбан         | Таша Хуо                     | 10 жовтня 2024          |
| 2       | «Брехня, з якою всі згодні» «A Set of Lies Agreed Upon»          | Жизель «Фарагон» Р. | Таша Хуо                     | 10 жовтня 2024          |
| 3       | «Справжня пітьма» «Living Midnight»                              | Кессі Урбан         | Таша Хуо                     | 10 жовтня 2024          |
| 4       | «Велика брехня, маленькі таємниці» «Big Lies, Small Secrets»     | Жизель «Фарагон» Р. | Таша Хуо та Трой Денджерфілд | 10 жовтня 2024          |
| 5       | «Спорідненість» «Whanaungatanga»                                 | Кессі Урбан         | Шакіра Преслі                | 10 жовтня 2024          |
| 6       | «Шлях духів» «The Spirit Way»                                    | Жизель «Фарагон» Р. | Шакіра Преслі                | 10 жовтня 2024          |
| 7       | «Їнь і Ян» «Yinyang»                                             | Кессі Урбан         | Таша Хуо                     | 10 жовтня 2024          |
| 8       | «Подорож довжиною в тисячу миль» «A Journey of a Thousand Miles» | Жизель «Фарагон» Р. | Таша Хуо                     | 10 жовтня 2024          |

## Виробництво
У січні 2021 року стало відомо, що Netflix замовив телесеріал у стилі аніме за мотивами Tomb Raider. Початкове замовлення розраховане на два сезони, за які відповідали би Crystal Dynamics, Legendary Television, DJ2 Entertainment і Tractorpants. Анімацію створили Powerhouse Animation Studios. Таша Хуо стала шоуранеркою і виконавчою продюсеркою разом із Дмітрі М. Джонсоном, Тімоті І. Стівенсоном, Говардом Бліссом і Джейкобом Робінсоном.
У вересні 2021 року оголосили, що Гейлі Етвел озвучить Лару Крофт. Ерл Бейлон, який озвучив Джону Маяву в трилогії перезавантаження відеоігор, повторює свою роль. У жовтні 2021 року до акторського складу приєднався Аллен Мальдонадо як технічний експерт Лари, Зіп, персонаж, який вперше був представлений у грі Tomb Raider: Chronicles 2000 року, і не з’являвся у франшизі від гри Tomb Raider: Underworld 2008 року.

## Вихід
Розкрадачка гробниць: Легенда Лари Крофт вийшов на Netflix 10 жовтня 2024 року з українськими субтитрами. 

## Сприйняття
На вебсайті агрегатора рецензій Rotten Tomatoes 69% із 16 відгуків критиків є позитивними із середньою оцінкою 6,5/10. Metacritic, який використовує середньозважену оцінку, поставив першому сезону оцінку 65 зі 100 на основі 7 рецензій, вказуючи на «загалом схвальні» рецензії.